# Black&White (ASKAのアルバム)
『Black&White』（ブラック・アンド・ホワイト）は、ASKAの9枚目のオリジナル・アルバムで、本作の2曲目の楽曲である。2017年10月25日に発売。発売元はDADAレーベル。

## 背景・リリース
前作『Too many people』の発売から約8ヶ月の期間を置いて発表された、今年2枚目となるスタジオ・アルバム。2017年9月13日に本作より先行で、「塗りつぶして行け!」「Fellows」「Fellows (Instrumental)」が配信された。
同年8月3日から10月4日まで、特典CDが付く先行予約がネットショップやCDショップで行われ、先行予約者には外付特典で「今僕が、この歌をあなたに贈るなら」というコンセプトの第一弾として、セルフカバーしたCHAGE and ASKAの1986年発売のシングル楽曲「黄昏を待たずに」が収録されたCDが付く。

## プロモーション
店頭用のポスターは、レンチキュラーの技術を使った、左・正面・右で動きが違うという、3面の立体ポスターになるという。

## チャート成績
2017年11月6日付のオリコンチャートで初週1.5万枚を売り上げて、初登場6位を記録した。

## 収録曲
| 全作詞・作曲: ASKA。 |                               |           |            |                        |      |
| #                    | タイトル                      | 作詞      | 作曲・編曲 | 編曲                   | 時間 |
| 1.                   | 「塗りつぶして行け!」         | ASKA      | ASKA       | ASKA                   | 4:42 |
| 2.                   | 「Black&White」               | ASKA      | ASKA       | ASKA、鈴川真樹         | 4:38 |
| 3.                   | 「Loneliness」                | ASKA      | ASKA       | ASKA、鈴川真樹         | 5:12 |
| 4.                   | 「London 〜38 east end road」 | ASKA      | ASKA       | ASKA                   | 4:59 |
| 5.                   | 「君と春が来る」              | ASKA      | ASKA       | ASKAの音楽を愛する仲間 | 5:22 |
| 6.                   | 「誰がために鐘は鳴る」        | ASKA      | ASKA       | ASKA、鈴川真樹         | 5:20 |
| 7.                   | 「オレンジの海」              | ASKA      | ASKA       | ASKA、鈴川真樹         | 5:19 |
| 8.                   | 「今がいちばんいい」          | ASKA      | ASKA       | 旭純                   | 6:01 |
| 9.                   | 「風景が僕をためしている」    | ASKA      | ASKA       | ASKA                   | 5:45 |
| 10.                  | 「石の風が吹く道」            | ASKA      | ASKA       | 澤近泰輔               | 4:22 |
| 11.                  | 「夢でいてくれるでしょう」    | ASKA      | ASKA       | 旭純                   | 5:11 |
| 12.                  | 「僕であるために」            | ASKA      | ASKA       | 澤近泰輔               | 5:19 |
| 13.                  | 「Fellows」                   | ASKA      | ASKA       | 鈴川真樹               | 9:04 |
| 合計時間:            | 合計時間:                     | 合計時間: | 71:14      |                        |      |

| 全作詞・作曲: ASKA。 |                    |      |            |      |
| #                    | タイトル           | 作詞 | 作曲・編曲 | 時間 |
| 1.                   | 「黄昏を待たずに」 | ASKA | ASKA       | 4:45 |
| 合計時間:            | 合計時間:          | 4:45 |            |      |

## 楽曲解説
1. 塗りつぶして行け!
本作の収録曲の中で、疾走感を放つ曲[9]。「オレンジの海」同様に2017年7月26日に自身のブログ内で制作途中のこの楽曲の一部分をYouTubeに投稿した[10]。
同年10月30日に放送されたAbemaTVの『逆指名インタビュー』に第1弾のゲストとして出演した際、亀田興毅らをインタビュアーに逆指名してインタビューを受けた。また、同じ放送回にこの楽曲を披露した[11]。
2. Black&White
アルバムタイトル楽曲。
3. Loneliness
歌詞が完成していない頃に、仮歌で「ロンリネス」と歌ったら、響きが良かったため、仮歌で歌った「Loneliness」をそのまま曲のタイトルと歌詞のテーマにしたという[12]。
2017年10月30日に放送されたAbemaTVの『逆指名インタビュー』で、この楽曲を披露した。
4. London 〜38 east end road
「雨の降るロンドンの街の情景」を歌った作品であり「自分で作っておいて、胸がじんと熱くなる」ような楽曲だという[13]。
5. 君と春が来る
「皆さんに喜んでもらえる様な曲」になっているという[14]。
6. 誰がために鐘は鳴る
「アルバムの肝になるであろうバラード」だという[15]。
2017年10月30日に放送されたAbemaTVの『逆指名インタビュー』で、この楽曲を披露した。
7. オレンジの海
「昭和30年代の景色を、今、仕事に追われている人々がふと思い出している情景を歌った曲」となっている[16]。2017年7月21日の自身のブログ内でYouTubeに制作途中のこの楽曲のさわり部分を投稿したところ、YouTubeの急上昇ランキングで1位を獲得[17]。この獲得によってASKAは翌日の22日に前作のアルバムの楽曲「通り雨」のミュージック・ビデオを公開した[18]。
8. 今がいちばんいい
今までのASKAには無かったような、ポップスの曲になっており、ASKAは「きっと気に入ってもらえる作品だ」とコメントしている[19]。
2017年10月30日に放送されたAbemaTVの『逆指名インタビュー』で、この楽曲を披露した。
9. 風景が僕をためしている
「テンポ感のあるバラード」となっている[20]。
10. 石の風が吹く道
当初は「漂流者」という題名で制作していたが、サウンドを作っている過程で、ASKAが歌詞に疑問を感じたため、歌詞をサウンドに合う様書き替え、当初の世界観とは全く別の物になったという[21]。
11. 夢でいてくれるでしょう
12. 僕であるために
13. Fellows
ASKAがこの楽曲のカラオケバージョン（一番の部分のみ）をYouTubeに「君が、作詞作曲してみな!」というタイトルをつけて音源を公開した。ASKAは、この音源に歌詞、メロディ、タイトルを付けた作品を募っており、自身のブログでは「君のタイトルは何? メロディは、どうつける? 歌詞もメロディも無限です。ここで君の作品となったこの楽曲に、君の歌として公開してみてください。楽しみです」とコメントしている[22]。
ASKAが2017年10月に立ち上げるオフィシャルサイト名と同じタイトルである[23]。
演奏終了後、しばらくの無音部分を挟み、隠しトラック「一度きりの笑顔」が収録されている。

### 先行予約特典CD
1. 黄昏を待たずに
セルフカバー企画「今僕が、この歌をあなたに贈るなら」というコンセプトの第一弾となる作品。
2018年2月12日に配信シングルとして、シングルカットされている。

## クレジット

### 制作関係者
- Manipulator:藤山祥太
- Sound director:鈴川真樹
- Music engineer:三浦健介、石塚良一
- Mastering engineer:元山龍王
- Photo & Graphic designer:西本和民
- Stylist:東野邦子 (NEUTRAL)
- Hair&Make:咲川倫子
- Special Thanks:わかりあっている仲間たち

### 参加ミュージシャン
| 塗りつぶして行け! - Bass:荻原基文 - Guitar：鈴川真樹 - Chorus：藤山祥太 - Synthesizer&Programming:鈴川真樹、藤山祥太 Black&White - Drum:江口信夫 - Bass:荻原基文 - Guitar:鈴川真樹 - Piano:澤近泰輔 - Synthesizer&Programming:鈴川真樹、藤山祥太 Loneliness - Drum:今泉正義 - Bass:惠美直也 - E.Guitar:鈴川真樹 - A.Guitar:狩野良昭 - Piano:澤近泰輔 - Synthesizer&Programming:鈴川真樹、藤山祥太 London ~38 east end road - Guitar:鈴川真樹 - Piano:澤近泰輔 - Synthesizer&Programming:鈴川真樹、藤山祥太 君と春が来る - Guitar:鈴川真樹 - Synthesizer&Programming:ASKAの音楽を愛する仲間 誰がために鐘は鳴る - Guitar:鈴川真樹 - Synthesizer&Programming:鈴川真樹、藤山祥太 オレンジの海 - Guitar:鈴川真樹 - Synthesizer&Programming:鈴川真樹、藤山祥太 | 今がいちばんいい - Guitar:是永巧一 - Chorus:Fellows - Synthesizer&Programming:旭純 風景が僕をためしている - Drum:今泉正義 - Bass:惠美直也 - E.Guitar:鈴川真樹 - A.Guitar:狩野良昭 - Piano:澤近泰輔 - Synthesizer&Programming:鈴川真樹、藤山祥太 石の風が吹く道 - Guitar:古川昌義 - Synthesizer&Programming:澤近泰輔 夢でいてくれるでしょう - Guitar:鈴川真樹 - Synthesizer&Programming:旭純 僕であるために - Drum:今泉正義 - Bass:惠美直也 - Guitar:鈴川真樹 - Piano:澤近泰輔 - Synthesizer&Programming:澤近泰輔 Fellows - Drum:江口信夫 - Bass:荻原基文 - Guitar:鈴川真樹 - Piano:澤近泰輔 - Synthesizer&Programming:鈴川真樹、藤山祥太 |

## 映像作品
『Black&White Music Video』（ブラック・アンド・ホワイト ミュージック・ビデオ）が、2018年7月25日に発売。発売元はDADAレーベル。

### 解説
MV6曲と共に、日々の日常で感じたことをASKA自身が語っている映像や、メーキング映像が収録されている。

### 収録映像
1. Fellows
スタジオで赤のギターを持って熱唱する姿が収録されている。撮影日は2018年5月17日であり、赤のギターは、前日16日にFender社を訪問した際に還暦を記念して入手したものである[24]。
2. 今がいちばんいい
3. 「日常_1」
4. 「日常_2」
5. 夢でいてくれるでしょう
6. London〜38 east end road
7. 「日常_3」
8. 「日常_4」
9. Making
10. Black&White
仲間との撮影の一日で構成されている[25]。
11. 一度きりの笑顔
2017年12月25日にYouTubeで公開されたMVとは別に、新たに撮り直されたものである。
12. End roll